# Sixto Romo Mendieta
Sixto Romo Mendieta (m. 1940) va ser un polític i sindicalista espanyol.

## Biografia
Oriünd de la localitat de Sacedón, era militant del Partit Socialista Obrer Espanyol (PSOE) i de la Unió General de Treballadors (UGT). Al maig de 1936 va assumir l'alcaldia de Sacedón, càrrec que hauria exercit almenys fins a 1937. Després de l'esclat de la Guerra civil va passar a formar part del comissariat polític de l'Exèrcit Popular de la República, exercint com a comissari de la 110a Brigada Mixta. Al final de la contesa va ser fet presoner per l'Exèrcit franquista i empresonat.
Jutjat i condemnat a mort, va ser afusellat a Guadalajara l'11 de juliol de 1940, als 44 anys.